# Джанґіпур
Джанґіпур (англ. Jahangirpur, інколи Jangipur) — місто в окрузі Муршідабад індійського штату Західний Бенгал, розташоване на березі рукаву Бхаґіратхі.
| Індія | Це незавершена стаття з географії Індії. Ви можете допомогти проєкту, виправивши або дописавши її. |